# Lovászpatona, Veszprém
Lovászpatona  este un sat în districtul Pápa, județul Veszprém, Ungaria, având o populație de 1.244 de locuitori (2011). 

## Demografie
Componența etnică a satului Lovászpatona
     Maghiari (94,6%)
     Romi (3,06%)
     Germani (2,34%)
Componența confesională a satului Lovászpatona
     Romano-catolici (54,5%)
     Luterani (17,85%)
     Fără religie (5,55%)
     Reformați (1,37%)
     Necunoscută (20,18%)
     Atei (0,56%)
Conform recensământului din 2011, satul Lovászpatona avea 1.244 de locuitori. Din punct de vedere etnic, majoritatea locuitorilor (94,6%) erau maghiari, existând și minorități de romi (3,06%) și germani (2,34%).  Din punct de vedere confesional, majoritatea locuitorilor (54,5%) erau romano-catolici, existând și minorități de luterani (17,85%), persoane fără religie (5,55%) și reformați (1,37%). Pentru 20,18% din locuitori nu este cunoscută apartenența confesională.